# أستير
وفقاً للأنجيل العبراني، استير (/ ɛstər /، العبرية: אֶסְתֵּר)، هي ملكة يهودية وزوجة للملك الفارسي خشايارشا الأول. والذي حكم بين 485 و465 قبل الميلاد الملك الرابع في سلالة الأخمينيين ببلاد فارس، على الرغم من أن جوزيفوس كتب أن زوج أستير كان ابن خشايارشا الذي تولي الحكم بعده أرتحششتا الأول. الاسم الذي أُعطي لها عند ولادتها هوهداسا (بالعبرية: הֲדַסָּה)، وردت قصتها في السفر المسمى باسمها «سفر استير».
قصتها هي أساس الاحتفال بعيد الفور بوريم في التقاليد اليهودية.

## الاشتقاق
وقد تم استنتاج أن اسم استير مشتق من كلمة متوسطة أعيد بناؤها astra وتعني الآس. هذا من شأنه أن يطابق اسمها العبري كما هو مسجل في الكتاب المقدس «هاداسا» والذي يعني أيضاً «الآس».
تربط الترجمةالآرامية للكتاب المقدَّس (الترجوم)  الاسم بالكلمة الفارسية لـ "star" (بالفارسية: ستاره)، حيث أن استير سميت بهذا الاسم لكونها جميلة مثل نجمة الصباح. فيالتلمود تتم مقارنة إستر مع «نجمة الصباح»، ويعتبرهذا موضوع المزمور 22، لأن مقدمته هي «أغنية لنجم الصباح».
وجهة نظر بديلة هي أن استير مشتقة من عشتار. يعرض سفر دانيال رواياتٍ عن اليهود في المنفى أسماؤهم مرتبطة بالآلهة البابلية واسم «مردخاي» يُفهم على أنه خادم مردوخ (إله بابلي). وبالتالي قد يكون لاستير تفسيرًا عبريًا مختلفًا عن جذور «نجمة / نجمة الصباح / المساء» في اللغة السامية الأم.

## في الكتاب المقدس
عرض الملك خشايارشا  ثروته لمدة 180 يومًا ثم أقام وليمة لمدة سبعة أيام في سوسا (شوشان). وتحت تأثير النبيذ، أمرالملكة فاشتي أن تظهر أمام ضيوفه لعرض جمالها، رفضت الملكة القدوم. أغضب عدم انصياعها الملك وطلب من حُكمائه المشورة. قال أحدهم أن جميع النساء في الإمبراطورية سيسمعون أن الملك خشايارشا أمر الملكة فاشتي بالمثول أمامه لكنها لم تأتِ. ثم تحتقر هؤلاء النساء أزواجهن، مما يسبب العديد من المشاكل في المملكة. لذلك سيكون من الحكمة عزل فاشتي.

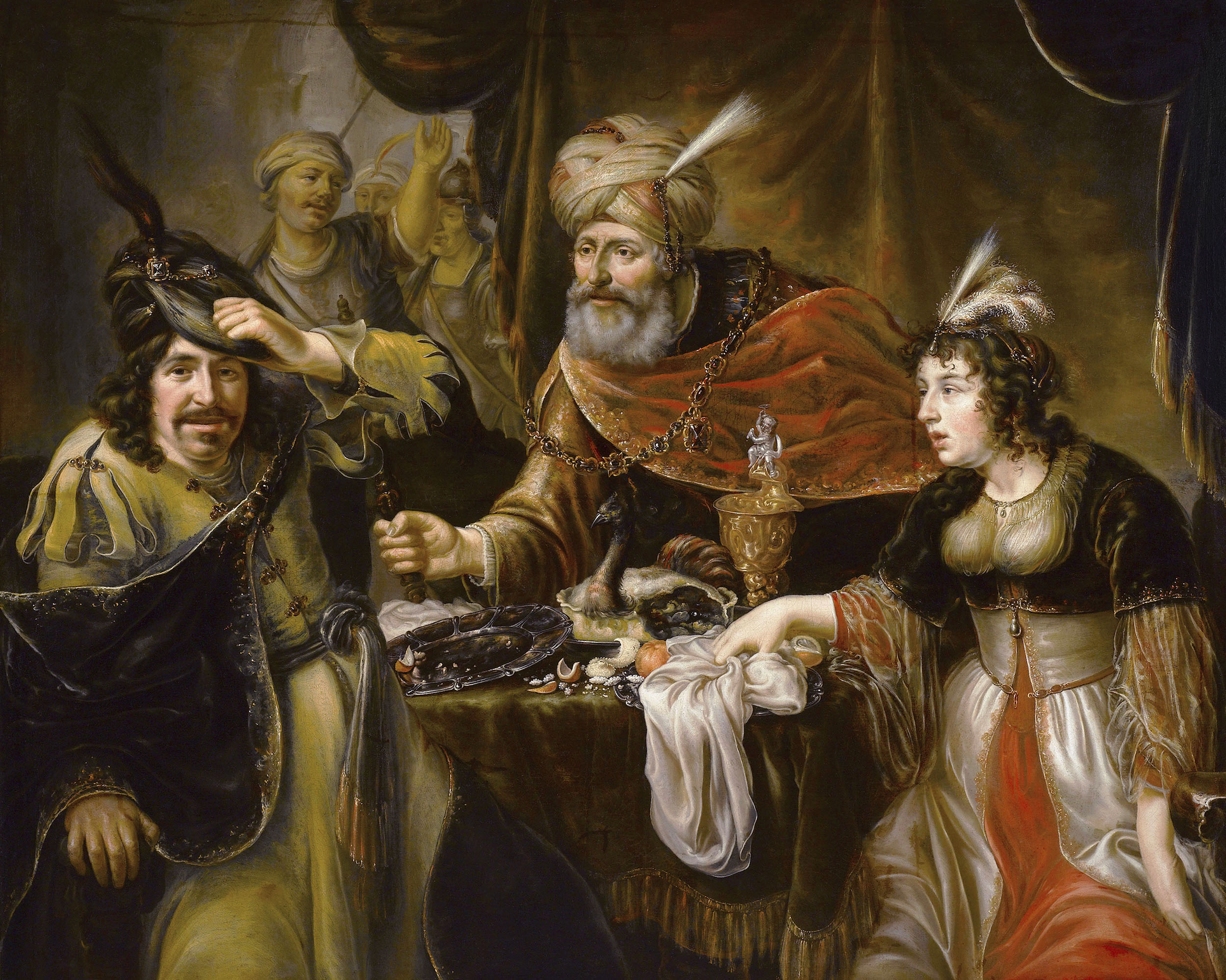
"عيد أستير" ليوهانس سبيلبرغ الأصغر

تم جلبت العديد من العذراوات الفاتنات أمام الملك من أجل أن يختارمن تخلف فاشتي الصعبة المراس. اختار الملك إستر ابنة يتيمة من سبط بنيامين لأبٍ يدعى أبيهايل. كانت إستر في الأصل تدعى هداسا وتعني الآس. وكانت قد أمضت حياتها بين المنفيين اليهود في بلاد فارس، حيث عاشت تحت حماية ابن عمها مردخاي.

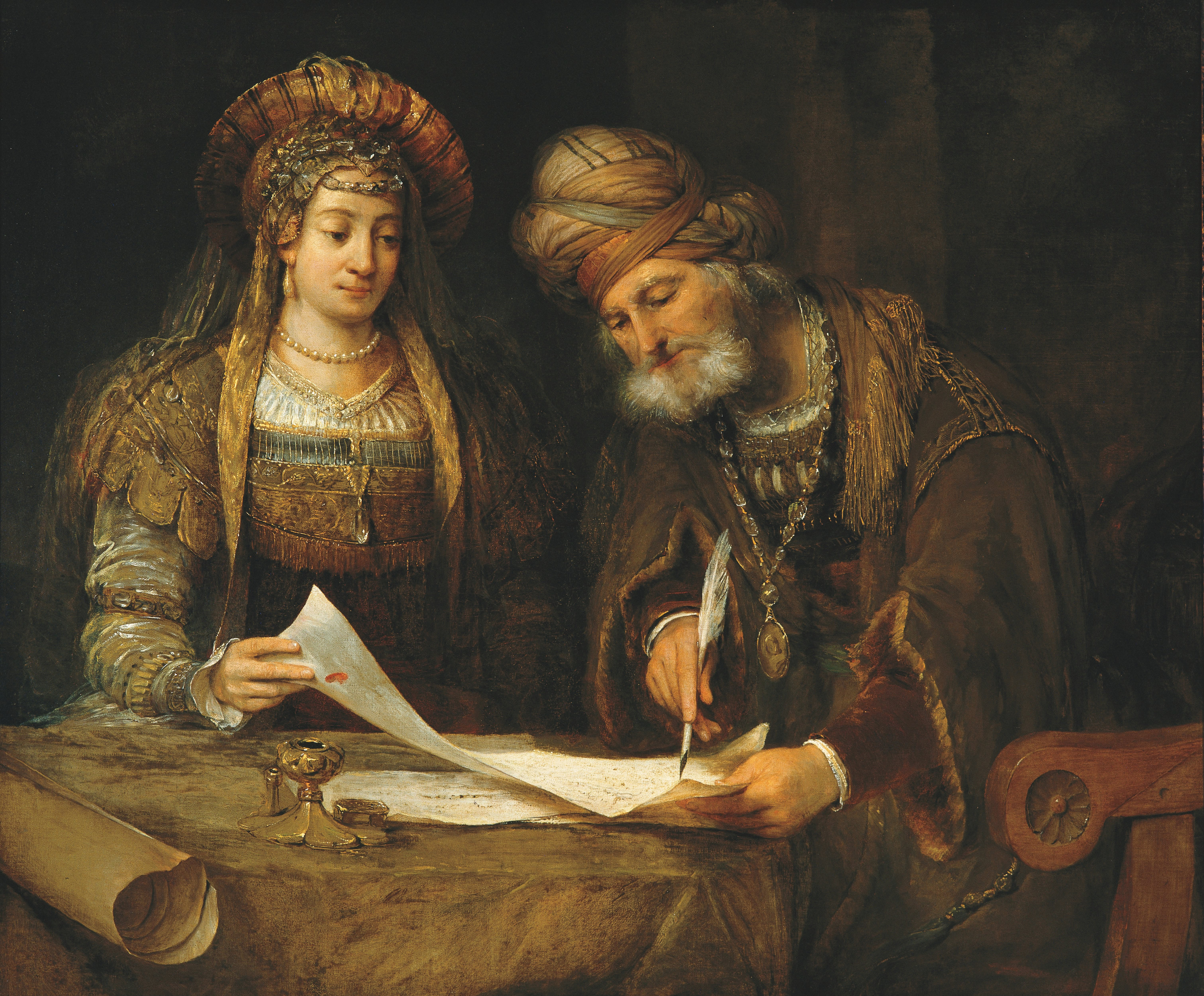
أستير تحادث موردخاي

كان مردخاي نجل يائير وهو من سبط بنيامين، الذي كان قد تم احتجازه مع يهويا كين بواسطةنبوخذ نصر الثاني ملك بابل. أصبح مردخاي رئيس وزراء خشايارشا الأول وعاش في العاصمة الفارسية سوسا. في أحد الأيام أثناء جلوسه على بوابة قصر الملك، سمع مردخاي اثنين من المخصيين يتآمران لقتل الملك. بعد أن أخبر الملك من خلال إستير بالمؤامرة، قام مردخاي بإعدام المتآمرين، وتم تسجيل الحدث في السجلات الملكية.
الوزير الكبير، هامان الأجاجي  أمر مردخاي أن يسجد له خضوعاً. عند رفض موردخاي الخضوع، أخبر هامان الملك بأن اليهود شعبٌ عديم الجدوى ومضطرب ولا ولاء لهم، ووعد بدفع 10 آلاف من الفضة إلى الخزانة الملكية للحصول على إذنٍ لنهب وإبادة هذا العرق الدخيل. فأصدر الملك بياناً يأمر بمصادرة الممتلكات اليهودية وإبادة عامة لجميع اليهود داخل الإمبراطورية.
مزق مردخاي ثوبه ووضع الرماد على رأسه (علامات الحداد أو الحزن) عند سماعه لهذا الخبر. كانت إستر مستورة في قصرالحريم، لم تكن على علم بالحُكم حتى أعلمها مردخاي بالنبأ عن طريق هتاش أحد أعمدة الملك. وأخبرها أنها لا يجب أن تعتقد أنها ستنجو ببساطة لأنها كانت في القصر. بناءً على طلب استير، فرض مردخاي في سوسا صوماً عاماً لمدة ثلاثة أيام.

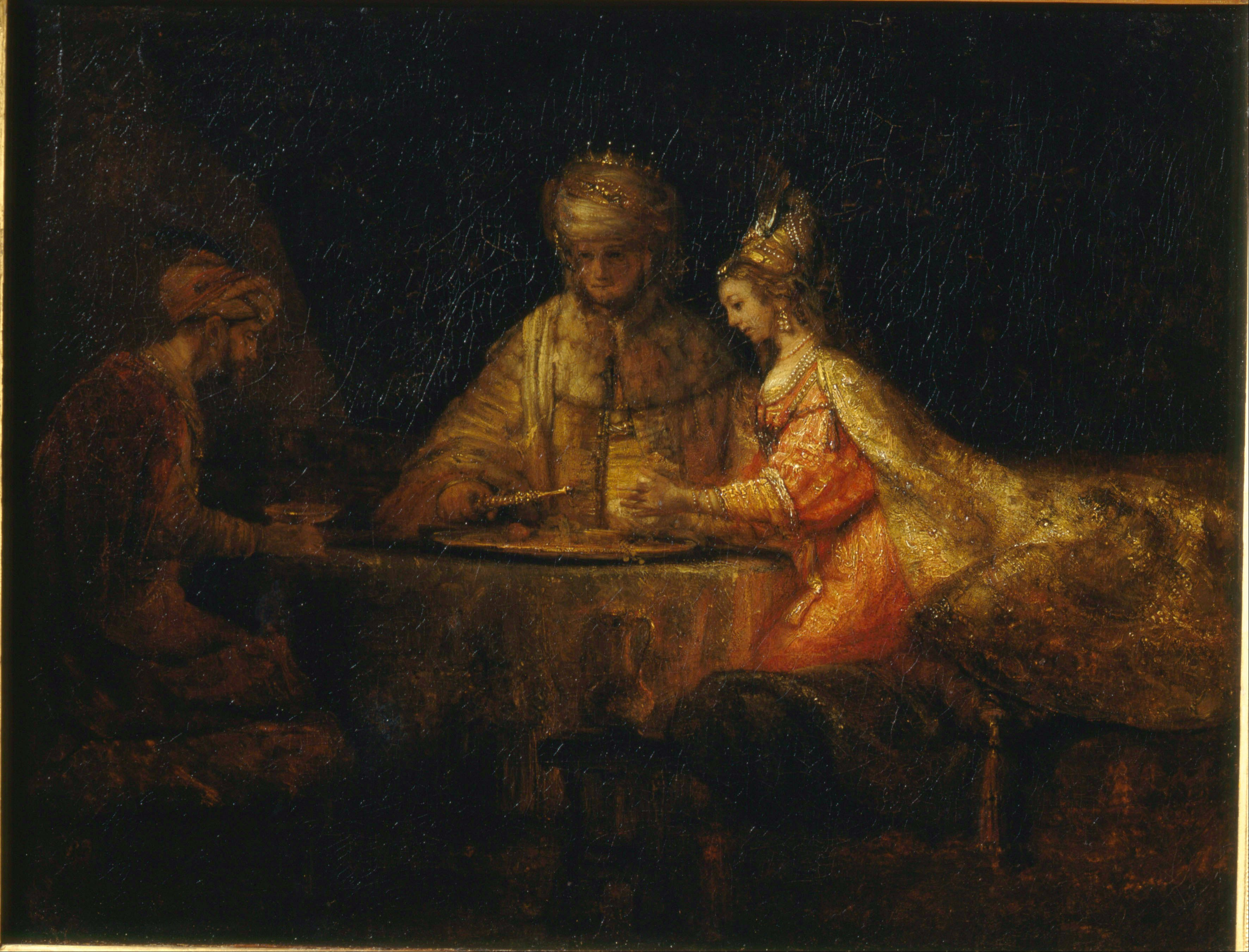
خشايارشا الأول وهامان في عيد استير ، بواسطة رامبرانت

لم تستطع أستير أن تقترب من الملك دون أن يستدعيها بنفسه، وتحت وطأ شبح الموت وكون الملك لم يستدعها لمدة ثلاثين يوماً مما قد يعني أنها لم تعد ذات حظوة لديه، ارتدت إستر في نهاية الأيام الثلاثة ملابسها الملكية وذهبت إلى الملك الذي كان سعيدًا برؤيتها. وعندما سألها الملك عن مطلبها، دعت الملك وهامان إلى حضور مأدبة أعددتها. وفي المأدبة قبلوا دعوة أخرى لها لتناول الطعام اليوم التالي. هامان الذي أنجرف بعيداً فرحاً بشرف ما أوكل إليه، أصدر أوامره بنصب مشنقة كان يعتزم تعليق مردخاي المكروه.
ولكن في تلك الليلة، أمرالملك الذي غلبه الأرق بقراءة تاريخ الأمة له. وعندما رأى أن مردخاي لم يكافأ أبداً على خدمته في الكشف عن مؤامرة المخصيين، طلب من هامان في اليوم التالي أن يقترح مكافأة مناسبة يستحقها «الذي يريد الملك أن يكرمه». اعتقاداً منه أن الملك يقصده هو، اقترح هامان استخدام ملابس الملك ووسامه. فأمر الملك أن تمنح لمردخاي.

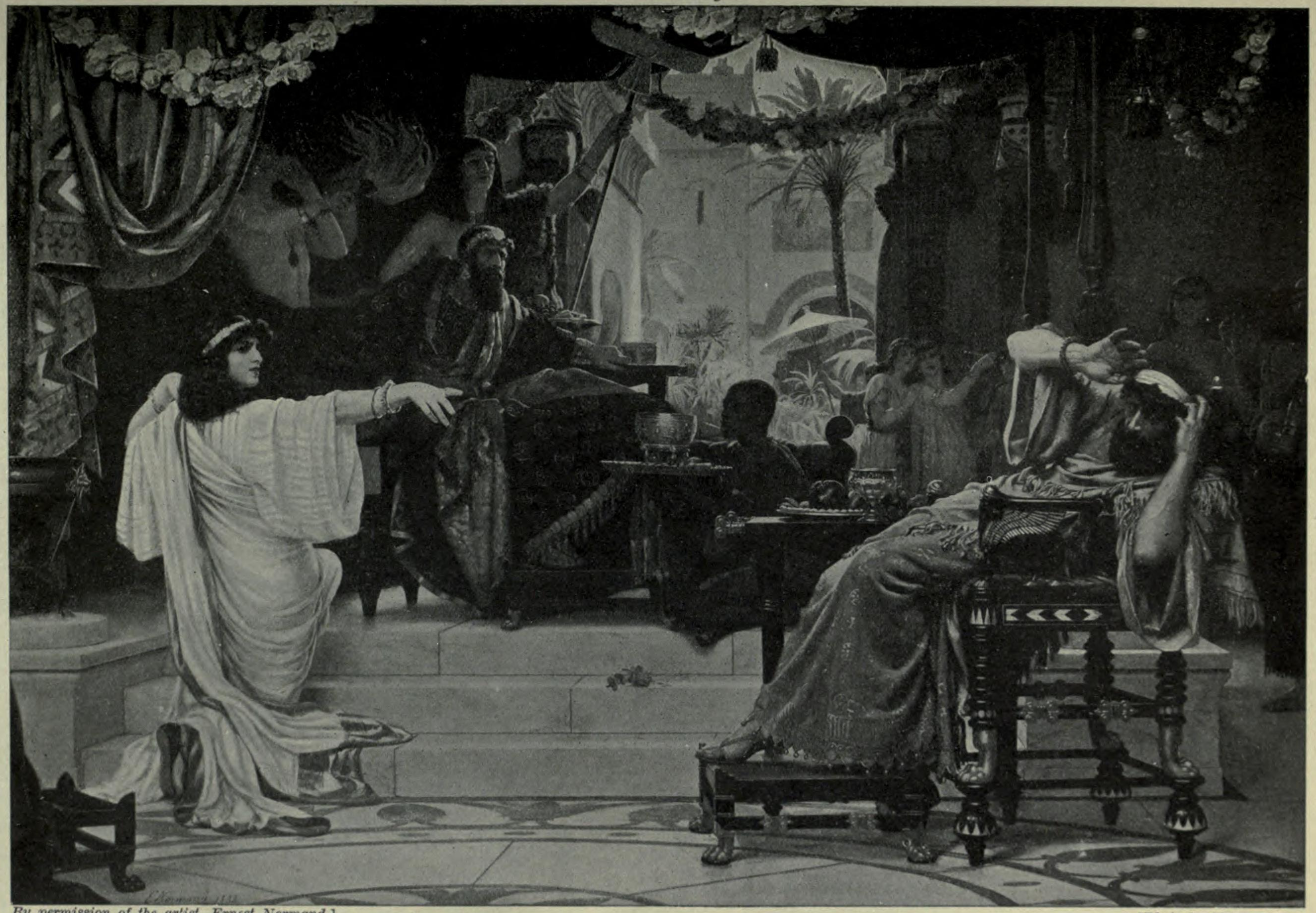
استير تهاجم هامان لإرنست نورماند.

فقط في حفل العشاء الثاني، عندما أذهبت عقل الملك بما فيه الكفاية بسحرها، كشفت أستير لأول مرة عن هويتها اليهودية، واتهمت هامان بالتآمر لتدميرها وشعبها. أمر الملك بإعدام هامان على المشنقة المعدة لمردخاي ومصادرة أملاكه ومنحها للضحايا المقصودين. ثم عين الملك مردخاي رئيسًا للوزراء، وأصدر مرسومًا يجيز لليهود الدفاع عن أنفسهم.

## بوريم
يقيم اليهود وليمة سنوية (عيد الفور) في ذكرى خلاصهم. يصادف 13 آدار وهو التاريخ الذي وضعه هامان لبدء حملته ضد اليهود.

## التفسيرات
تقول ديان تيدبال أنه في حين أن «فاشتي» هي «رمز نسوي»، إلا أن «إستر» هي رمز ما بعد النسوية.
يشير أبراهام كيبر إلى بعض «الجوانب السيئة» في شخصية أستير، حيث يقول: أنه كان لا ينبغي لها أن توافق على أخذ مكان فاشتي، وأنها امتنعت عن إنقاذ وطنها حتى تعرضت حياتها للتهديد، وأنها نفذت حملة ثأر متعطشة للدماء.
الحكاية تبدأ مع استير الجميلة والمطيعة، ولكن أيضا الشخصية السلبية نسبياً. ومع تتابع الأحداث، تتطور إلى شخصية تلعب دورًا حاسمًا في مستقبلها ومستقبل شعبها. ووفقاً لسيدني وايت كروفورد فإن "وضع إستر في محكمة ذكورية يعكس وضع اليهود في عالم وثني، مع وجود الخطر أكثر في أي وقت مضى تحت السطح الذي يبدو هادئاً. ترتبط أستير بدانيال في أن كلاهما يمثل "نوعاً" من اليهود الذين يعيشون في الشتات، ويأملون في أن يعيشوا حياة ناجحة في بيئة غريبة.

### استير كنموذج بلاغي
وفقا لسوزان زايسكي، بحكم حقيقة أن استير استخدمت الخطابة فقط لإقناع الملك بإنقاذ شعبها، فإن قصة استير هي «خطاب المنفى والتمكين والذي أصبح على مدى آلاف السنين خطاباً خاصاً بالشعوب المهمشة مثل اليهود والنساء والأميركيين الأفارقة»، لإقناع أولئك الذين لديهم السلطة عليهم.

## الثقافة الفارسية

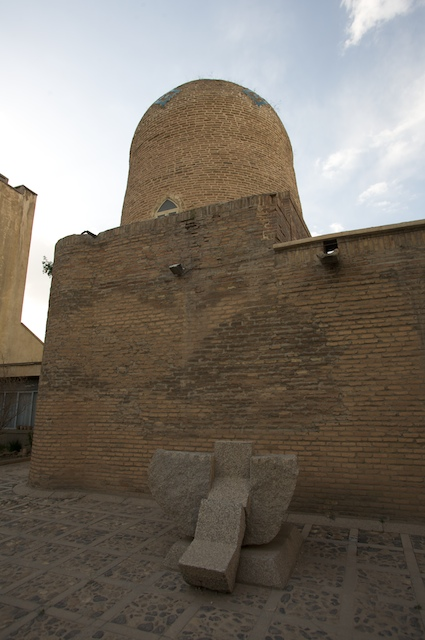
مقام أستير ومردخاي في همدان بإيران

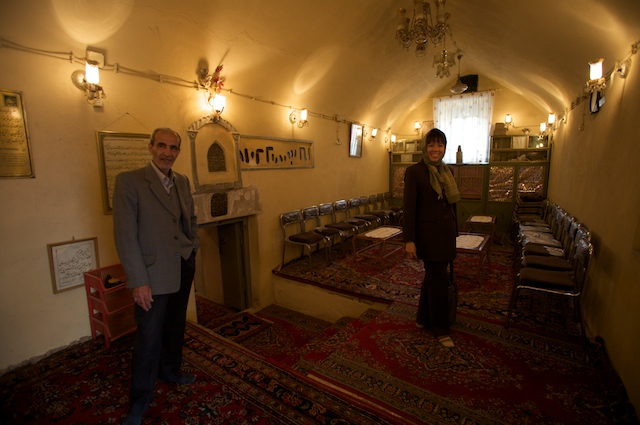
مقام أستير ومردخاي من الداخل.

نظرًا للارتباط التاريخي الكبير بين التاريخ الفارسي واليهودي، يُطلق على اليهود الفارسيين في العصر الحديث اسم «أطفال أستير». ويقع مبنى يشاع على أنه قبر أستير ومردخاي في همدان بإيران، على الرغم من أن قرية كفار برعام في شمال إسرائيل تَدعي أيضاً أنها مكان دفن الملكة أستير.

## رسومات لأستير
هناك العديد من اللوحات التي تصور استير، بما في ذلك واحدة من قبل جون إيفرت ميليه.

## قانونية الأسفار في المسيحية
وضع أستير كسفر قانوني للكتاب المقدس كان تاريخياً موضع نزاع. على سبيل المثال، في القرون الأولى من المسيحية، لا تظهر استير في قوائم الكتب التي أنتجها ميليتو وأثناسيوس وسيريل وغريغوريوس نازانزوس وغيرهم. بالإضافة إلى ذلك، لم تم العثور على أي نسخ من استير في قمران في محتويات مخطوطات البحر الميت. ومع ذلك، بحلول القرن الرابع الميلادي، قبلت معظم الكنائس الغربية استير كجزء من كتبهم الدينية.
كما تم إحياء ذكرى أستير كأم حاكمة في التقويم القديسي للكنيسة اللوثرية - ميسوري في 24 مايو. وهي أيضاً معترف بها كقديسة في الكنيسة الأرثوذكسية الشرقية وكنيسةالأقباط الأرثوذكس. «إن الترجمة السبعينية للعهد القديم من سفر استير تحتوي على ستة أجزاء (مجموعها 107 آية) وهي غير موجودة في الكتاب المقدس العبري. على الرغم من أن هذه التفسيرات قد تكون في الأصل قد كتبت بالعبرية، إلا أنها بقيت فقط في النصوص اليونانية. لأن نسخة الكتاب المقدس العبرية من قصة إستير لا تحتوي على صلاة ولا حتى إشارة واحدة إلى الله، يبدو أن المحررين اليونانيون كانوا مضطرين لإعطاء هذه الحكاية العلمانية توجهًا دينيًا أكثر وضوحًا، يشير إلى» الله«أو» الرب«خمسين مرة».